# Партизанское (Саратовская область)
Партизанское (нем. Schuck) — исчезнувшее село в Красноармейском районе Саратовской области.
Село находилось в лесостепи, в пределах Приволжской возвышенности, являющейся частью Восточно-Европейской равнины, в овраге, в бассейне реки Грязнуха. Населялось поволжскими немцами, жители были переселены после начала Великой Отечественной войны.

## Название
Названа по фамилии первого старосты (форштегера). По указу от 26 февраля 1768 года о наименованиях немецких колоний получила официальное название Грязноватка, от речки, на которой она располагалась.

## История
Вызывательская колония Дебофа. Основана 21 августа 1767 года. Основатели — 29 семей из Пфальца и Майнца. Католический приход Шукк. Первая, деревянная церковь во имя Святого Антония построена в 1857 году, в 1903 году была выстроена новая, каменная церковь.
Село относилось к Каменскому колонистскому округу, с 1871 года Каменской волости Камышинского уезда Саратовской губернии.
По состоянию на 1857 года земельный надел — 2281 десятин (на 124 семьи). В селе имелись паровая мельница, ветряные мельницы, ткачество сарпинки, кузница, лавки. В 1889 году открыта земская школа, имелось министерское училище. Вследствие малоземелья выезды жителей в 1860-74 годы Самарскую губернию (19 семей), в 1865 году в Кубанскую область (4 семьи), в 1876 и 1886-87 годах в Америку (соответственно 17 и 13 семей).
В советский период — немецкое село сначала Верхне-Иловлинского района Голо-Карамышского уезда Трудовой коммуны (Области) немцев Поволжья; с 1922 — Каменского кантона АССР немцев Поволжья; административный центр Шуккского сельского совета (в 1926 году в сельсовет входило одно село Шукк).
В 1927 году постановлением ВЦИК «Об изменениях в административном делении Автономной С.С.Р. Немцев Поволжья и о присвоении немецким селениям прежних наименований, существовавших до 1914 года» селу Грязноватка Каменского кантона возвращено название Шукк.
28 августа 1941 года был издан Указ Президиума ВС СССР о переселении немцев, проживающих в районах Поволжья. Жители депортированы в Красноярский край 16 сентября 1941 года. Село, как и другие населённые пункты Каменского кантона, было включено в состав Саратовской области. Впоследствии переименовано в Партизанское.

## Население
Динамика численности населения по годам:
| 1767 | 1773 | 1788 | 1798 | 1816 | 1834 | 1850 | 1859 | 1865 | 1886 | 1894 | 1897 | 1905 | 1911 | 1920 | 1922 | 1926 | 1931 |
| ---- | ---- | ---- | ---- | ---- | ---- | ---- | ---- | ---- | ---- | ---- | ---- | ---- | ---- | ---- | ---- | ---- | ---- |
| 156  | 166  | 197  | 223  | 347  | 594  | 894  | 1049 | 1070 | 1467 | 1660 | 1677 | 1778 | 1824 | 1895 | 1560 | 1874 | 2141 |

В 1931 году немцы составляли 100 % населения села.